# NetLander
NetLander — отменённая миссия межпланетных станций к Марсу, состоящая из орбитального аппарата и 4 небольших посадочных модулей именуемых, как Netlanders. Миссия планировалась французским космическим агентством CNES совместно с европейским космическим агентством ESA в 2007 году (или 2009). Netlanders должны были совершить посадку в разных местах Марса.
Посадочные модули должны были сфотографировать место посадки, исследовать подповерхностную структуру марсианской почвы, а также провести исследования атмосферы Марса. Каждый из четырех посадочных модулей должен был быть оснащён следующими научными инструментами:
- Сейсмометр, IPG, Франция
- Панорамная камера, DLR, Германия
- Атмосферные датчики, FMI, Финляндия
- Датчик электропроводности атмосферы , CETP, Франция
- Прибор для геодезических и ионосферных измерений, GRGS, Франция
- Прибор для измерения свойств грунта, Вестфальский университет имени Вильгельма, Германия
- Георадар, CETP, Франция
- Магнитометр, CETP, Франция
- Микрофон, Калифорнийский университет в Беркли, США[1].

Миссия орбитального аппарата состояла в том, чтобы фотографировать поверхность Марса с орбиты, исследовать атмосферу Марса и служить в качестве ретранслятора данных для посадочных модулей Netlanders.
CNES и ESA отказались от этой миссии, в связи с дороговизной проекта, оба космических агентства запланировали отправить другие орбитальные и спускаемые аппараты, как в миссии Экзомарс.
Будущая миссия MetNet наследует технологии от NetLander. MetNet должна быть осуществлена в 2011—2019 годах.

## Места посадок исследовательских аппаратов на карте Марса
Спирит

Оппортьюнити

Соджорнер
Викинг-1

Викинг-2

Феникс

Марс-3

Кьюриосити
Скиапарелли